# Vòng loại Giải vô địch bóng đá thế giới 2014 – Khu vực châu Âu (Vòng 2)
Bài viết sau đây là tóm tắt của các trận đấu ở vòng play-off, vòng loại giải vô địch bóng đá thế giới 2014 khu vực châu Âu. 4 đội thắng cuộc — Croatia, Pháp, Greece và Bồ Đào Nha — thi đấu loại trực tiếp sân nhà - sân khách để giành quyền góp mặt tại ngày hội bóng đá lớn nhất hành tinh diễn ra tại Brasil. Các lượt đấu diễn ra vào hai ngày 15 và 19 tháng 11 năm 2013.
Lễ bốc thăm phân cặp diễn ra tại Zürich vào ngày 21 tháng 10, cùng thời điểm với bảng xếp hạng FIFA được công bố vào tháng 10 năm 2013.

## Đội vượt qua vòng loại
Vòng play-off diễn ra giữa 8 đội nhì thành tích tốt nhất chia 4 cặp thi đấu loại trực tiếp sân nhà - sân khách để giành 4 suất còn lại. Thành tích tốt nhất không tính trên kết quả thi đấu với đội thứ 6, do có một bảng đấu 5 đội.

### Thứ tự các đội nhì bảng
Do một số bảng có 6 đội, một số bảng 5 đội nên trận đấu với đội thứ sáu ở các nhóm không được tính khi so sánh giữa các đội nhì bảng:
1. Số điểm cao nhất
2. Số bàn thắng
3. Số lượng cao nhất của bàn thắng

| Bảng | Đội             | Trận | Thắng | Hoà | Thua | BT | BB | HS | Điểm |
| ---- | --------------- | ---- | ----- | --- | ---- | -- | -- | -- | ---- |
| G    | Hy Lạp (12)     | 8    | 6     | 1   | 1    | 9  | 4  | +5 | 19   |
| I    | Pháp (25)       | 8    | 5     | 2   | 1    | 15 | 6  | +9 | 17   |
| F    | Bồ Đào Nha (11) | 8    | 4     | 3   | 1    | 15 | 8  | +7 | 15   |
| H    | Ukraina (26)    | 8    | 4     | 3   | 1    | 11 | 4  | +7 | 15   |
| C    | Thụy Điển (22)  | 8    | 4     | 2   | 2    | 15 | 13 | +2 | 14   |
| E    | Iceland (54)    | 8    | 4     | 2   | 2    | 15 | 14 | +1 | 14   |
| D    | România (31)    | 8    | 4     | 1   | 3    | 11 | 12 | −1 | 13   |
| A    | Croatia (10)    | 8    | 3     | 2   | 3    | 9  | 8  | +1 | 11   |
| B    | Đan Mạch (23)   | 8    | 2     | 4   | 2    | 9  | 11 | −2 | 10   |

## Phân loại hạt giống và bốc thăm chia cặp
Lễ bốc thăm chia cặp diễn ra tại Zürich vào ngày 21 tháng 10 lúc 14:00 giờ địa phương. 8 đội được xếp hạng theo bảng xếp hạng của FIFA được công bố vào tháng 10 (thứ tự xếp hạng của các đội được ghi trong ngoặc). 4 đội có vị trí cao nhất được xếp vào nhóm hạt giống, 4 đội kia được xếp vào nhóm còn lại.
Kết quả hạt giống như sau:
| Nhóm 1                                                        | Nhóm 2                                                     |
| ------------------------------------------------------------- | ---------------------------------------------------------- |
| - Bồ Đào Nha (14) - Hy Lạp (15) - Croatia (18) - Ukraina (20) | - Pháp (21) - Thụy Điển (25) - România (29) - Iceland (46) |

## Kết quả
Lễ bốc thăm được tiến hành bởi Gordon Savic, Trưởng ban điều hành vòng loại World Cup 2014, với sự hỗ trợ của cựu tuyển thủ người Thụy Sĩ, Alexander Frei.
Các trận đấu diễn ra vào hai ngày 15 và 19 tháng 11 năm 2013.
| Đội 1      | TTS | Đội 2     | Lượt đi | Lượt về |
| ---------- | --- | --------- | ------- | ------- |
| Bồ Đào Nha | 4–2 | Thụy Điển | 1–0     | 3–2     |
| Ukraina    | 2–3 | Pháp      | 2–0     | 0–3     |
| Hy Lạp     | 4–2 | România   | 3–1     | 1–1     |
| Iceland    | 0–2 | Croatia   | 0–0     | 0–2     |

| Bồ Đào Nha  | 1–0      | Thụy Điển |
| ----------- | -------- | --------- |
| Ronaldo 82' | Chi tiết |           |

| Thụy Điển            | 2–3      | Bồ Đào Nha            |
| -------------------- | -------- | --------------------- |
| Ibrahimović 68', 72' | Chi tiết | Ronaldo 50', 77', 79' |

Bồ Đào Nha thắng với tổng tỉ số 4–2 và giành quyền tham dự World Cup 2014.
| Ukraina                              | 2–0      | Pháp |
| ------------------------------------ | -------- | ---- |
| Zozulya 62' · Yarmolenko 82' (ph.đ.) | Chi tiết |      |

| Pháp                         | 3–0      | Ukraina |
| ---------------------------- | -------- | ------- |
| Sakho 22', 72' · Benzema 34' | Chi tiết |         |

Pháp thắng với tổng tỉ số 3–2 và giành quyền tham dự World Cup 2014.
| Hy Lạp                               | 3–1      | România    |
| ------------------------------------ | -------- | ---------- |
| Mitroglou 14', 67' · Salpingidis 21' | Chi tiết | Stancu 19' |

| România              | 1–1      | Hy Lạp        |
| -------------------- | -------- | ------------- |
| Torosidis 55' (l.n.) | Chi tiết | Mitroglou 23' |

Hy Lạp thắng với tổng tỉ số 4–2 và giành quyền tham dự World Cup 2014.
| Iceland | 0–0      | Croatia |
| ------- | -------- | ------- |
|         | Chi tiết |         |

| Croatia                  | 2–0      | Iceland |
| ------------------------ | -------- | ------- |
| Mandžukić 27' · Srna 47' | Chi tiết |         |

Croatia thắng với tổng tỉ số 2–0 và giành quyền tham dự World Cup 2014.

## Thẻ phạt
| Pos | Cầu thủ              | Quốc gia | Thẻ vàng | Thẻ đỏ | Treo giò(es)                      | Ghi chú                                                               |
| --- | -------------------- | -------- | -------- | ------ | --------------------------------- | --------------------------------------------------------------------- |
| DF  | Birkir Már Sævarsson | Iceland  | 2        | 0      | vs Croatia (15 tháng 11 năm 2013) | Vắng mặt trong 2 trận vòng loại giải vô địch bóng đá thế giới 2014    |
| MF  | Ognjen Vukojević     | Croatia  | 2        | 0      | vs Iceland (15 tháng 11 năm 2013) | Vắng mặt trong 2 trận vòng loại giải vô địch bóng đá thế giới 2014    |
| FW  | Panagiotis Kone      | Hy Lạp   | 2        | 0      | vs Romania (15 tháng 11 năm 2013) | Vắng mặt trong 2 trận vòng loại giải vô địch bóng đá thế giới 2014    |
| MF  | Ólafur Ingi Skúlason | Iceland  | 0        | 1      | vs Croatia (19 tháng 11 năm 2013) | Đuổi khỏi sân trong trận vòng loại giải vô địch bóng đá thế giới 2014 |
| MF  | Costin Lazăr         | România  | 2        | 1      | vs Hy Lạp (19 tháng 11 năm 2013)  | Đuổi khỏi sân trong trận vòng loại giải vô địch bóng đá thế giới 2014 |
| DF  | Laurent Koscielny    | Pháp     | 0        | 1      | vs Ukraina (19 tháng 11 năm 2013) | Đuổi khỏi sân trong trận vòng loại giải vô địch bóng đá thế giới 2014 |
| DF  | Artem Fedetskyi      | Ukraina  | 0        | 1      | vs Pháp (19 tháng 11 năm 2013)    | Vắng mặt trong 2 trận vòng loại giải vô địch bóng đá thế giới 2014    |
| DF  | Oleksandr Kucher     | Ukraina  | 2        | 1      | vs Pháp (19 tháng 11 năm 2013)    | Đuổi khỏi sân trong trận vòng loại giải vô địch bóng đá thế giới 2014 |

## Danh sách cầu thủ ghi bàn
4 bàn
- Cristiano Ronaldo

3 bàn
- Konstantinos Mitroglou

2 bàn
- Zlatan Ibrahimović

1 bàn
| - Mario Mandžukić - Darijo Srna - Karim Benzema - Mamadou Sakho | - Dimitris Salpingidis - Bogdan Stancu | - Andriy Yarmolenko - Roman Zozulya |

phản lưới nhà
- Vasilis Torosidis (trong trận gặp  România)